# Parafia św. Józefa w Zagórzycy
Parafia Świętego Józefa w Zagórzycy – rzymskokatolicka parafia w Zagórzycy. Należy do dekanatu główczyckiego Diecezji pelplińskiej. Erygowana w 1949 roku. Z parafii pochodzą kapłani: ks. Tadeusz Wilk, ks. Wiesław Rakowski, ks. Jerzy Chęciński, ks. Krzysztof Kowal, ks. Andrzej Pawłowski, ks. Marek Matyszek CMF.

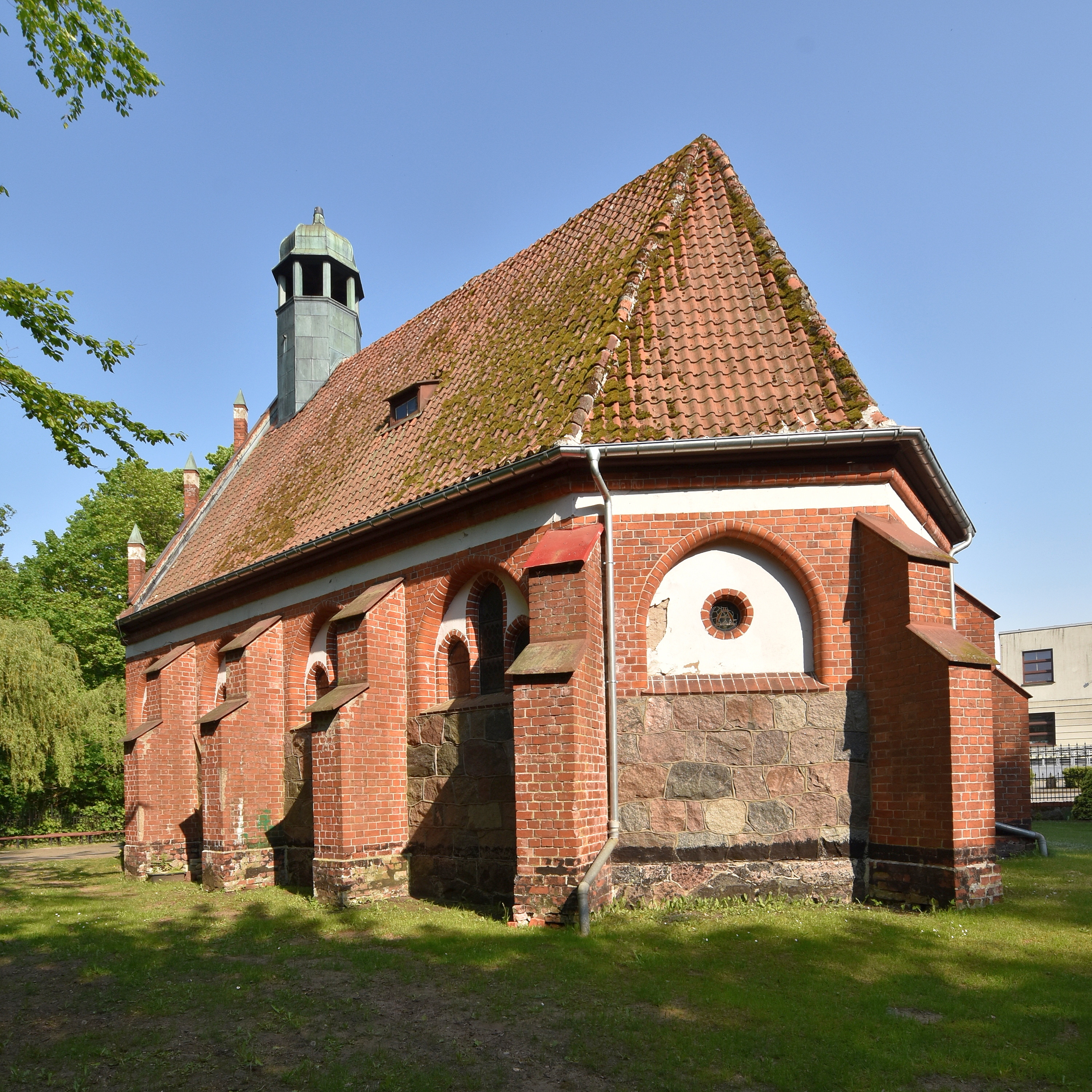
Kościół filialny w Damnicy